# Calathusa ischnodes
Calathusa ischnodes är en fjärilsart som beskrevs av Turner 1903. Calathusa ischnodes ingår i släktet Calathusa och familjen trågspinnare. Inga underarter finns listade i Catalogue of Life.